# Oudheusden
Oudheusden is een plaats die zich onmiddellijk ten zuiden van de vestingwerken van Heusden bevindt, in de Nederlandse provincie Noord-Brabant.
Omliggende plaatsen in het zuiden zijn Drunen en Vlijmen. Dichtbij liggende steden zijn Waalwijk en 's-Hertogenbosch.

## Geschiedenis
Oudheusden is oorspronkelijk een nederzetting aan een vroegere loop van de Maas, later Oude Maas geheten. Oudheusden is daarmee ouder dan Heusden, hoewel daar weinig meer van terug te vinden is. Zo stond hier de uit de 12e eeuw stammende parochiekerk, die ook fungeerde voor de bewoners van Elshout. De kerk werd echter in 1579 door de geuzen platgebrand.
Ook bestond in Oudheusden het kasteel Nieuwenroy, waar de heren van de heerlijkheid Oudheusden, Elshout en Hulten verbleven. In 1498 werden de hoge, middelbare en lage rechten van deze heerlijkheid door Filips de Schone verkocht aan Jan van Oudheusden. Het kasteel is in de 17e eeuw nog getekend door Roeland Roghman. Tot 1954 heeft van dit kasteel nog een poortgebouw gestaan, dat dateerde uit 1688. Op de plaats van het kasteel, aan de huidige Rembrandtlaan 25, is een school gebouwd die de naam van het kasteel droeg.
Ten zuiden van het natuurgebied Hooibroeken hebben twee schansen gelegen die echter ook verdwenen zijn.
Oudheusden behoort tot het Land van Heusden, dat sinds 1357 tot het Graafschap Holland behoorde. Begin 19e eeuw werd dit gebied bij Noord-Brabant gevoegd.
Oudheusden was vervolgens, samen met Elshout, een zelfstandige gemeente. Vanaf 1935 maakte deze deel uit van de gemeente Drunen, die in 1997 opging in de fusiegemeente Heusden.
Reeds in de jaren 50 van de 20e eeuw begon men met de bouw van rijtjeshuizen in Oudheusden, onder meer ten behoeve van de arbeiders van de Verolme-scheepswerf en de conservenfabriek Jonker Fris te Heusden. Ook later werd er veel nieuwbouw neergezet, die het plaatsje domineert en de bevolkingsgroei van het nabijgelegen vestingstadje heeft opgevangen.

## Natuur en landschap
Oudheusden lag vroeger aan de Maas, van de oorspronkelijk loop is slechts het Oude Maasje overgebleven: een smalle waterloop die Oudheusden van Herpt scheidt.
Ten zuiden van Oudheusden liggen twee natuurgebieden: Het broekgebied Hooibroeken met een eendenkooi en het voormalige landgoed Pax, vroeger griendaanplant en eveneens een (in onbruik geraakte) eendenkooi bevattend. Voor het overige is er landbouw op laaggelegen rivierklei.
Direct ten noorden van Oudheusden bevinden zich de vestingwerken van Heusden.

## Voorzieningen
Tot 2013 waren er vier basisscholen in Oudheusden: de rooms-katholieke Romeroschool, de openbare school Nieuwenrooy, de protestants-christelijke school De Fontein en De Leilinde, een protestants-christelijke school voor speciaal basisonderwijs. In 2013 fuseerden de Romeroschool en de Nieuwenrooyschool om verder te gaan onder de naam Dromenvanger. De Fontein sluit in hetzelfde jaar haar deuren. Verder is er de bibliotheek Heusden en ook nog een moskee.

## Verkeer en vervoer
Oudheusden is bereikbaar via de A59 en de N267.
Oudheusden is per openbaar vervoer bereikbaar met Arriva-buslijn 135 van 's-Hertogenbosch naar Wijk en Aalburg.

## Bekende personen uit Oudheusden
- Mieke van Hooft (1956), Nederlandse kinderboekenschrijfster
- John Leddy (1930), acteur uit Zeg 'ns Aaa.